# Língua crioula de São Vicente (Cabo Verde)
| Crioulo de São Vicente | Crioulo de São Vicente                                              |
| ---------------------- | ------------------------------------------------------------------- |
| Falado em:             | São Vicente em Cabo Verde                                           |
| Total falantes:        | aprox. 80.000 - 100.000                                             |
| Classificação:         | Crioulo cabo-verdiano Crioulos de Barlavento Crioulo de São Vicente |

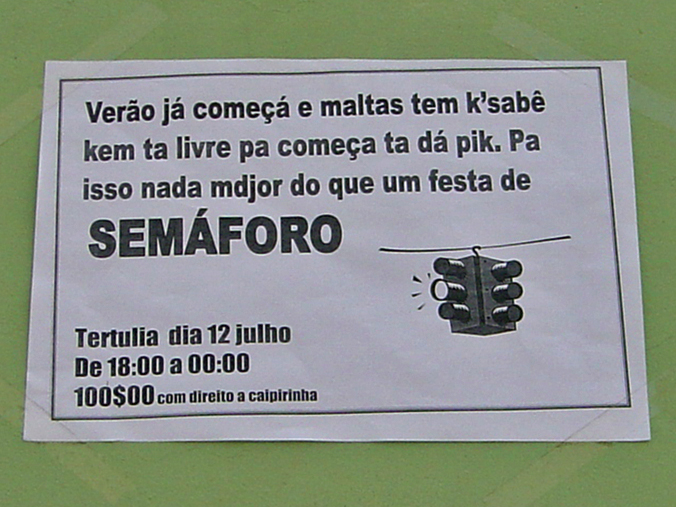
Anúncio em crioulo

O Crioulo de São Vicente é um dialecto do crioulo cabo-verdiano, pertencente ao grupo dos crioulos de Barlavento, falado na ilha de São Vicente e comunidades de emigrantes no estrangeiro.
Estima-se que é falado por 15,58% da população em Cabo Verde, mas esse número pode ser ligeiramente menor devido à migração interna nas ilhas. A esse número deverão ser acrescentados os falantes em comunidades emigrantes no estrangeiro.

## Características
Para além das características gerais dos crioulos de Barlavento o crioulo de São Vicente ainda tem as seguintes características:
- O aspecto progressivo do presente é formado colocando tí tâ antes dos verbos: tí + tâ + V.
- Os sons /s/ e /z/ são palatizados para [ʃ] e [ʒ] quando estão em fim de sílaba. Ex.: fésta «festa» pronunciado [ˈfɛʃtɐ] em vez de [ˈfɛstɐ], gósga «cócegas» pronunciado [ˈɡɔʒɡɐ] em vez de [ˈɡɔzɡɐ], más «mais» pronunciado [maʃ] em vez de [mas].
- O som /ɐ/ tónico final é pronunciado aberto /a/. Ex.: já em vez de djâ «já», lá em vez de lâ «lá», e todos os verbos que terminam em ~â, calcá em vez de calcâ «carregar», pintchá em vez de pintchâ «empurrar», etc.
- O som /ʤ/ (derivado do português /ʎ/ escrito lh) está representado pelo som /j/. Ex.: bói’ em vez de bódj’ «baile», ôi’ em vez de ôdj’ «olho», spêi’ em vez de spêdj’ «espelho». Quando está depois do som /i/, o som /ʤ/ mantém-se. Ex.: fídj’ «filho», mídj’ «milho». Quando está imediatamente depois de consoante, devido a queda de vogal, o som /ʤ/ mantém-se. Ex.: m’djôr «melhor», c’djêr «colher».
- O som /ʤ/ (derivado do português antigo escrito j em início de palavra) está totalmente representado por /ʒ/. Ex. já em vez de djâ «já», jantá em vez de djantâ «jantar», jôg’ em vez de djôg’ «jogo».
- Existência de um certo tipo de vocabulário (também existente em Santo Antão) que não existe nas outras ilhas. Ex.:  dançá em vez de badjâ «dançar», dzê em vez de flâ «dizer», encocá em vez de djungutú (SN, SL, BV & MA), djongôto (ST) ou djongotô (FO & BR) «pôr-se de cócoras», falá em vez de papiâ «falar», guitá em vez de djobê «espreitar», ruf’ná em vez de fuliâ «atirar», stód’ em vez de stâ «estar», tchocá em vez de furtâ «roubar», tchúc’ em vez de pôrc’ «porco», etc.

Vocabulário
Gramática
Alfabeto

## Algumas expressões
| Crioulo de São Vicente | Português                   |
| ---------------------- | --------------------------- |
| aôj', hoj'             | hoje                        |
| manhã                  | manhã                       |
| p'lurím                | mercado                     |
| Sõ 'Cênt'              | São Vicente                 |
| Mindêl'                | Mindelo                     |
| Moráda                 | centro histórico do Mindelo |
| práça                  | praça                       |
| práia, már             | praia                       |
| rúa                    | rua                         |
| m', mí                 | eu                          |
| bô                     | tu                          |
| êl                     | ele, ela                    |
| nô, nôs                | nós                         |
| b'sôt'                 | vós, vocês                  |
| ês                     | eles, elas                  |
| sabê                   | saber                       |
| sáb', sabím            | agradável, bom              |
| bái, bá'               | ir                          |
| spiá                   | olhar                       |
| arrôz                  | arroz                       |
| câ, nãu                | não                         |